# Gregg Turkington
Gregg Turkington (Darwin, 25 novembre 1967) è un comico, attore e musicista australiano.
È noto soprattutto per il suo personaggio Neil Hamburger per cui si esibisce in stand-up comedy, oltre ad aver interpretato una versione romanzata di se stesso nella webserie On Cinema, assieme a Tim Heidecker. Inoltre è il cantante della band Zip Code Rapists, collaborando in vari progetti con musicisti tra cui Trey Spruance.

## Biografia
Turkington è nato a Darwin nel Territorio del Nord, in Australia, da genitori americani ed è cresciuto a Tempe, in Arizona, e San Francisco, in California. Vive a Los Angeles con la moglie Simone Turkington. Ha rivelato in seguito di essere vegano.

## Discografia

### Album in studio
- 1989 – The Easy Goings (con i The Easy Goings)
- 1992 – Great Phone Calls Featuring Neil Hamburger
- 1992 – Sing And Play The Three Doctors (con i Zip Code Rapists)
- 1993 – Jesus, I Am Loving You (come Totem Pole of Losers)
- 1993 – Cigarettes (con i The Easy Goings)
- 1994 – Sounds of the American Fast Food Restaurants (come The Golding Institute)
- 1994 – Back To Basics-"Live" (con i Three Doctors)
- 1995 – Live "In Competence" (con i Zip Code Rapists)
- 1995 – Archaeology of the Infinite (con i Three Doctors)
- 1995 – Uncomfortable But Free (con i Faxed Head)
- 1996 – America's Funnyman
- 1997 – Sounds of the San Francisco Adult Book Stores (come The Golding Institute)
- 1997 – Exhumed at Birth (con i Faxed Head)
- 1998 – Raw Hamburger
- 1998 – Sounds of the International Airport Restrooms (come The Golding Institute)
- 1999 – Left for Dead in Malaysia
- 2000 – 50 States, 50 Laughs
- 2001 – Chiropractic (con i Faxed Head)
- 2002 – Laugh Out Lord
- 2003 – Live at Phoenix Greyhound Park
- 2005 – Great Moments at Di Presa's Pizza House
- 2005 – The World's Funnyman
- 2005 – Here at Last... Live!!! (con i Zip Code Rapists)
- 2006 – Final Relaxation (come The Golding Institute)
- 2007 – Hot February Night
- 2007 – Path of Most Resistance (con i Secret Chiefs 3)
- 2008 – Neil Hamburger Sings Country Winners
- 2008 – From Coalinga to Osaka: Live in Japan 1995 (con i Faxed Head)
- 2009 – Sing And Play The Three Doctors (con i Zip Code Rapists)
- 2011 – American Exports (con gl i Hard-ons)
- 2012 – Live at Third Man Records
- 2012 – Margaret Cho and Neil Hamburger
- 2013 – Incident at Cambridge, Mass.
- 2014 – First of Dismay
- 2019 – Still Dwelling

### EP
- 1994 – The Man Can't Bust Our Music! (con i Zip Code Rapists)
- 1994 – Sing And Play The Matador Records Catalog (con i Zip Code Rapists)
- 1995 – 94124 (con i Zip Code Rapists)
- 1998 – Neil Hamburger Pays Tribute to Diana, Princess of Wales
- 2000 – Inside Neil Hamburger

## Filmografia

### Attore

#### Cinema
- Terminal USA, regia di Jon Moritsugu (1994)
- Tenacious D e il destino del rock, regia di Liam Lynch (2006)
- The Great Intervention, regia di Steve Moramarco (2010)
- The Comedy, regia di Rick Alverson (2012)
- Hamlet A.D.D., regia di Bobby Ciraldo e Andrew Swant (2014)
- Entertainment, regia di Rick Alverson (2015)
- Ant-Man, regia di Peyton Reed (2015)
- A Futile and Stupid Gesture, regia di David Wain (2018)
- Mister America, regia di Eric Notarnicola (2019)
- Mr. Bungle: The Night They Came Home, regia di Jack Bennett (2020)
- Ant-Man and the Wasp: Quantumania, regia di Peyton Reed (2023)
- Fremont, regia di Babak Jalali (2023)

#### Televisione
- Neil Hamburger Live at the Phoenix Greyhound Park (2003)
- The Amazing Adventures of Pleaseeasaur (2006)
- Poolside Chats (2006-2007)
- Tim and Eric Nite Live – serie TV, 1 episodio (2007)
- Tim and Eric Awesome Show, Great Job! – serie TV, 2 episodi (2007-2008)
- Tom Green's House Tonight – serie TV, 2 episodi (2008-2014)
- Free Radio – serie TV, 1 episodio (2009)
- Pick-a-Split – serie TV (2012)
- Think Talk – serie TV, 1 episodio (2013)
- Comedy Bang! Bang! – serie TV, 1 episodio (2014)
- Decker – serie TV, 44 episodi (2014-2017)
- CSI: Immortality, regia di Louis Shaw Milito (2015)
- The Trial – miniserie TV, 6 episodi (2017)
- On Cinema – serie TV, 4 episodi (2019-2021)

#### Cortometraggi
- Left for Dead in Malaysia, regia di Steve Moramarco (2003)
- Coco Lipshitz: Behind the Laughter, regia di Beth Dewey (2009)
- Gravity Falls – serie animata, 1 episodio (2014)
- The Begun of Tigtone – serie animata, 1 episodio (2014)

#### Podcast
- Comedy Bang Bang: The Podcast, 2 episodi (2009)

#### Videogiochi
- Shaky Advice from Neil Hamburger (2010)
- On Cinema Film Guide (2013)

### Doppiatore
- SpongeBob – serie animata, 1 episodio (2009)
- Le meravigliose disavventure di Flapjack – serie animata, 13 episodi (2009-2010)
- Aqua Teen Hunger Force – serie animata, 1 episodio (2011)
- Adventure Time – serie animata, 2 episodi (2012)
- Gravity Falls – serie animata, 16 episodi (2012-2016)
- Sanjay and Craig – serie animata, 1 episodio (2015)
- Clarence – serie animata, 1 episodio (2017)
- Verme del futuro – serie animata, 1 episodio (2017)
- Too Loud – serie animata, 11 episodi (2017-2019)
- Tigtone – serie animata, 2 episodi (2019-2020)

## Doppiatori italiani
Nelle versioni in italiano dei suoi lavori, Gregg Turkington è stato doppiato da:
- Raffaele Palmieri in Ant-Man

Da doppiatore è sostituito da:
- Donato Sbodio in Gravity Falls